# 蘇原伊吹町
蘇原伊吹町（そはらいぶきちょう）は、岐阜県各務原市の地名。現行行政町名は蘇原伊吹町一丁目から三丁目。

## 地理
各務原市の蘇原地区に属する。
町域の東部は蘇原古市場町、西部は蘇原赤羽根町、南部は蘇原赤羽根町、蘇原島崎町、北部は蘇原北陽町に接する。
地名はかつての各務郡伊吹村に因む
町域には新境川が流れる。

## 歴史
江戸時代は各務郡伊吹村であり、枝村として寺島があった
。1875年（明治8年）に飛鳥村、島崎村、吉兵衛新田と合併して伊飛島村が発足。1897年（明治30年）4月、伊飛島村は古市場村、和合村、大宮村、三柿野村、持田村と合併し蘇原村（1943年に町制施行し蘇原町）が発足。蘇原村大字伊吹となる。
1963年（昭和38年）4月1日、蘇原町、那加町、鵜沼町、稲羽町が合併し各務原市が発足すると、蘇原伊吹町に改称。
1968年（昭和43年）8月31日、蘇原伊吹町の一部をもって蘇原申子町、蘇原青雲町、蘇原寺島町が成立。蘇原伊吹町の一部と那加前洞町の一部をもって蘇原花園町が成立する。
1976年（昭和51年）3月27日、この地域の区画整理が行われ、蘇原伊吹町の一部をもって蘇原吉野町が、蘇原伊吹町の一部と蘇原飛鳥町の一部をもって蘇原北陽町が成立。

## 世帯数と人口
2024年（令和6年）10月1日現在の世帯数と人口は以下の通りである
| 丁目             | 世帯数  | 人口  |
| ---------------- | ------- | ----- |
| 蘇原伊吹町一丁目 | 14世帯  | 39人  |
| 蘇原伊吹町二丁目 | 40世帯  | 90人  |
| 蘇原伊吹町三丁目 | 57世帯  | 154人 |
| 計               | 111世帯 | 283人 |

## 小・中学校の学区
市立小・中学校に通う場合、学区は以下の通りとなる。
| 番・番地等 | 小学校                   | 中学校               |
| ---------- | ------------------------ | -------------------- |
| 全域       | 各務原市立蘇原第一小学校 | 各務原市立蘇原中学校 |

## 主な施設
- 陽徳寺
- 桂雲寺
- 正福寺
- 八坂神社 - 白幣社

加佐美神社の二の宮として寛永2年（1625年）に八坂神社より勧請。